# دایو وانگ
دایو وانگ چی واه (انگلیسی: Dayo Wong Chi-wah) (تولد: ۵ سپتامبر ۱۹۶۰) بازیگر، فیلمنامه‌نویس، مجری، ترانه‌سرا و استندآپ کمدین هنگ کنگی است.  از جمله فعالیت‌های او می‌توان به دوبله کردن فیلم تایتانیک (۱۹۹۷) و بازی در فیلم‌های؛ مرغ طلایی ۳ (۲۰۱۴)، رازگنجینه (۲۰۱۷) و آخرین رقص (۲۰۲۴)  اشاره کرد. 